# Мене, мене, текел, уфарсин
Мене́, мене́, теке́л, уфарси́н (иуд-арам. מְנֵא מְנֵא תְּקֵל וּפַרְסִין‎, меры веса, означает буквально «мина, мина, шекель и полмины»), в церковнославянских текстах «мани́, Ѳеке́л, фа́рес» (от греч. μανη θεκελ φαρες), согласно ветхозаветной Книге пророка Даниила — слова, начертанные таинственной рукой на стене во время пира вавилонского царя Валтасара незадолго до падения Вавилона от рук Кира. Объяснение этого знамения вызвало затруднения у вавилонских мудрецов, однако их смог пояснить пророк Даниил:
«Вот и значение слов: мене — исчислил Бог царство твоё и положил конец ему; Текел — ты взвешен на весах и найден очень лёгким; Перес — разделено царство твоё и дано Мидянам и Персам» (Дан. 5:26—28).
В ту же ночь Валтасар был убит, и Вавилон перешёл под власть Персидской империи (Дан. 5:30). Вероятно, библейский рассказ основывается на реальных событиях, сопровождавших вступление персидской армии в Вавилон в ночь на 12 октября 539 до н. э.

## В светской культуре
В русском языке «Мене, мене, текел, уфарсин (мене, текел, фарес)» послужило основой для встречающихся в литературных произведениях и устной речи устойчивых словосочетаний «взвешен, измерен, оценён» и «взвешен, измерен и признан недостойным (негодным, легковесным и т. п.)».
Употребляемый для обозначения бренности жизни, славы, благополучия, этот библеизм почти исчез из современного русского употребления. В английском языке обычно в форме англ. writing (is) on the wall используется для обозначения наступающей катастрофы, в немецком для этой же цели употребляется специальное существительное, нем. Menetekel.
В литературе фраза встречается, в частности, у Владимира Набокова в романе «Король, дама, валет». Менетекелфарес — имя, которое «втайне» придумал сам себе сумасшедший старик, который сдаёт комнату главному герою и при этом считает его плодом своего воображения.